# Combi Freighter 5500 (1998)
Der Combi Freighter 5500 ist ein Frachtschiffstyp, von dem 1998 zwei Einheiten gebaut wurden.

## Allgemeines
Die Schiffe des Typs entstanden 1998 auf der Scheepswerf Ferus Smit in Hoogezand für niederländische Rechnung. Sie wurden über mehrere Jahre von der in Haren (Ems) ansässigen Reederei Intersee Schiffahrtsgesellschaft beschäftigt.
Der Schiffstyp basiert auf einem Werfttyp, der in verschiedenen Ausführungen gebaut wurde. Unter der gleichen Typbezeichnung werden auch mehrere Anfang des 21. Jahrhunderts auf der Werft Koninklijke Niestern Sander gebaute Schiffe geführt. Die Schiffstypen unterscheiden sich allerdings in mehreren Punkten deutlich voneinander. So sind die bei Niestern Sander gebauten Schiffe beispielsweise länger und mit zwei Laderäumen ausgestattet. Außerdem ist das Deckshaus niedriger.

## Beschreibung
Die Schiffe werden von einem Deutz-MWM-Dieselmotor mit 2760 kW Leistung angetrieben. Der Motor wirkt auf einen Propeller. Die Schiffe sind mit einem Bugstrahlruder mit 350 kW Leistung ausgestattet.
Die Schiffe verfügen über einen boxenförmigen Laderaum mit zwei Luken. Der Raum ist 72,60 m lang, 12,03 m breit und 9,44 m tief. Er verjüngt sich vorne etwas. Die Luken sind 39,20 m lang und 12,03 m breit. Sie sind mit elf Pontonlukendeckeln verschlossen. Diese lassen sich mithilfe eines Lukenwagens bewegen. Die Kapazität des Laderaums beträgt 7707 m³. Die Schiffe sind mit zwei Schotten ausgestattet, mit denen der Laderaum unterteilt werden kann. Die Tankdecke kann mit 15 t/m² belastet werden. Vor dem Laderaum befindet sich ein Wellenbrecher als Schutz vor überkommendem Wasser.
Die Schiffe sind für den Transport von Containern eingerichtet. Die Containerkapazität beträgt 270 TEU. Davon finden 148 TEU im Raum und 122 TEU an Deck Platz. Im Raum können vier Container nebeneinander und vier übereinander geladen werden. An Deck können elf 20-Fuß-Container hintereinander und vier Container nebeneinander geladen werden. Unter Berücksichtigung des Sichtstrahls können bis zu vier Lagen übereinander gestaut werden. Bei homogener Beladung mit 14 t schweren Containern können die Schiffe 201 TEU befördern, 148 TEU im Raum und 53 TEU an Deck. Für Kühlcontainer sind 15 Anschlüsse vorhanden.
Das Deckshaus ist relativ schmal ausgelegt und sehr weit hinten angeordnet. Es ist relativ hoch, um die Möglichkeit zu haben, Container an Deck zu verladen. Unterhalb der Brücke befindet sich ein Deck, das nicht ausgebaut ist und lediglich dazu dient, die nötige Höhe für die Brücke zu erreichen. Die Einrichtungen für die Besatzung wie Kabinen, Messe, Kombüse, Umkleide, Wäscherei, ein Büro sowie verschiedene Lager- und Betriebsräume sind auf vier Decks untergebracht. Insgesamt stehen an Bord der Schiffe neun Kabinen zur Verfügung.
Am Heck befindet sich auf der Backbordseite ein Freifallrettungsboot. Der Rumpf der Schiffe ist eisverstärkt (Eisklasse 1A).

## Schiffe
| Combi Freighter 5500 | Combi Freighter 5500 | Combi Freighter 5500 | Combi Freighter 5500               | Combi Freighter 5500                   |
| Bauname              | Baunummer            | IMO-Nummer           | Stapellauf Ablieferung             | Spätere Namen und Verbleib             |
| -------------------- | -------------------- | -------------------- | ---------------------------------- | -------------------------------------- |
| Nina                 | 317                  | 9180841              | 29. August 1998 16. Oktober 1998   | 1998: Melody, 2002: Nina, 2013: Karoli |
| Lara                 | 318                  | 9180853              | 3. November 1998 21. Dezember 1998 | 2013: Amber Trader                     |